# Dreżewo

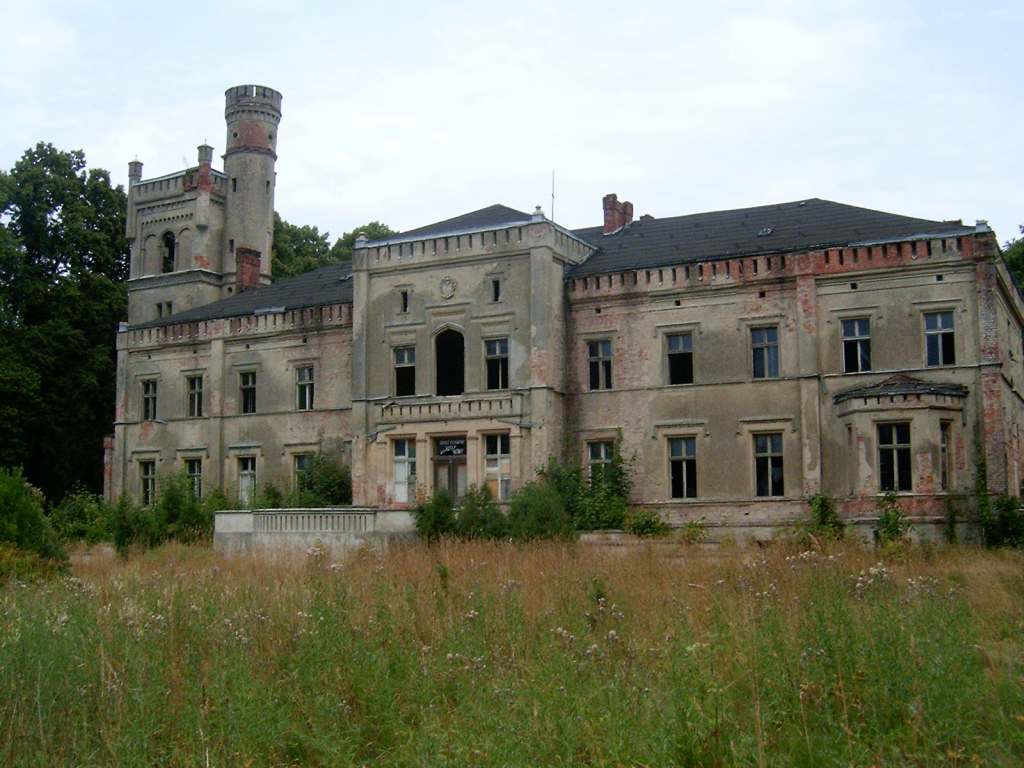
Ehemaliges Schloss Dresow

Dreżewo (deutsch Dresow) ist eine  Ortschaft in der polnischen Woiwodschaft Westpommern. Sie ist der  Landgemeinde Karnice (Karnitz) im Powiat Gryficki (Greifenberger Kreis) zugeordnet.

## Geographische Lage
Die Ortschaft liegt in Hinterpommern, etwa zwei Kilometer von der Ostsee entfernt an einem kleinen Binnensee (früher  als Dresower See bekannt), etwa vier Kilometer nordwestlich von Karnice (Karnitz),  15 Kilometer westlich von  Trzebiatów (Treptow a. d. Rega)  und 25 Kilometer nordwestlich von Gryfice (Greifenberg i. Pom.).

## Geschichte
Nach einer in Zirkwitz ausgefertigten Urkunde schenkte Herzog Bogislaw IV. von Pommern das Dorf 1287 dem Nonnenkloster bei Treptow. 1369 wurde die Ortschaft vom Inhaber  Tiede zu Dresow an die Familie Karnitz verkauft. Um 1784 befand sich Dresow im Besitz von Carl Gottfried Zimmermann. Seit 1859 befand sich das Gut im Besitz des Generalkonsuls und Geheimen Kommerzienrats Schlutow zu Stettin.
Zum Gutsbezirk gehörten die beiden abseits des Dorfs gelegenen Wohnplätze Helle, auch Alte Ziegelei genannt, und Heideschäferei.
Gegen Ende des Zweiten Weltkriegs wurde Dresow 1945 von der Roten Armee besetzt und anschließend – wie ganz Hinterpommern – unter polnische Verwaltung gestellt.  Soweit sie nicht geflohen waren, wurden die Bewohner des Gutsbezirks ab 1946 von nach Kriegsende zugewanderten polnischen Milizionären vertrieben. Der Gutsbezirk Dresow wurde in Dreżewo umbenannt.

### Demographie
| Jahr | Einwohnerzahl | Anmerkungen                                                                               |
| ---- | ------------- | ----------------------------------------------------------------------------------------- |
| 1822 | 162           | mit dem Wohnplatz Helle, auch Alte Ziegelei genannt, der Heideschäferei und der Windmühle |
| 1867 | 222           | am 3. Dezember                                                                            |
| 1871 | 231           | am 1. Dezember, ausschließlich Evangelische                                               |
| 1933 | 344           | [ 3 ]                                                                                     |
| 1939 | 323           | [ 3 ]                                                                                     |

### Kirchspiel
Die bis 1946 vorhandene Bevölkerung war evangelisch und besuchte, mit Ausnahme der Alten Ziegelei und der Heideschäferei, die Dorfkirche zu Groß Justin, die zur Treptower Synode gehörte.